# Angelica heterocarpa
Angelica heterocarpa är en flockblommig växtart som beskrevs av M.J.Lloyd. Angelica heterocarpa ingår i släktet kvannar, och familjen flockblommiga växter. Inga underarter finns listade i Catalogue of Life.

## Bildgalleri

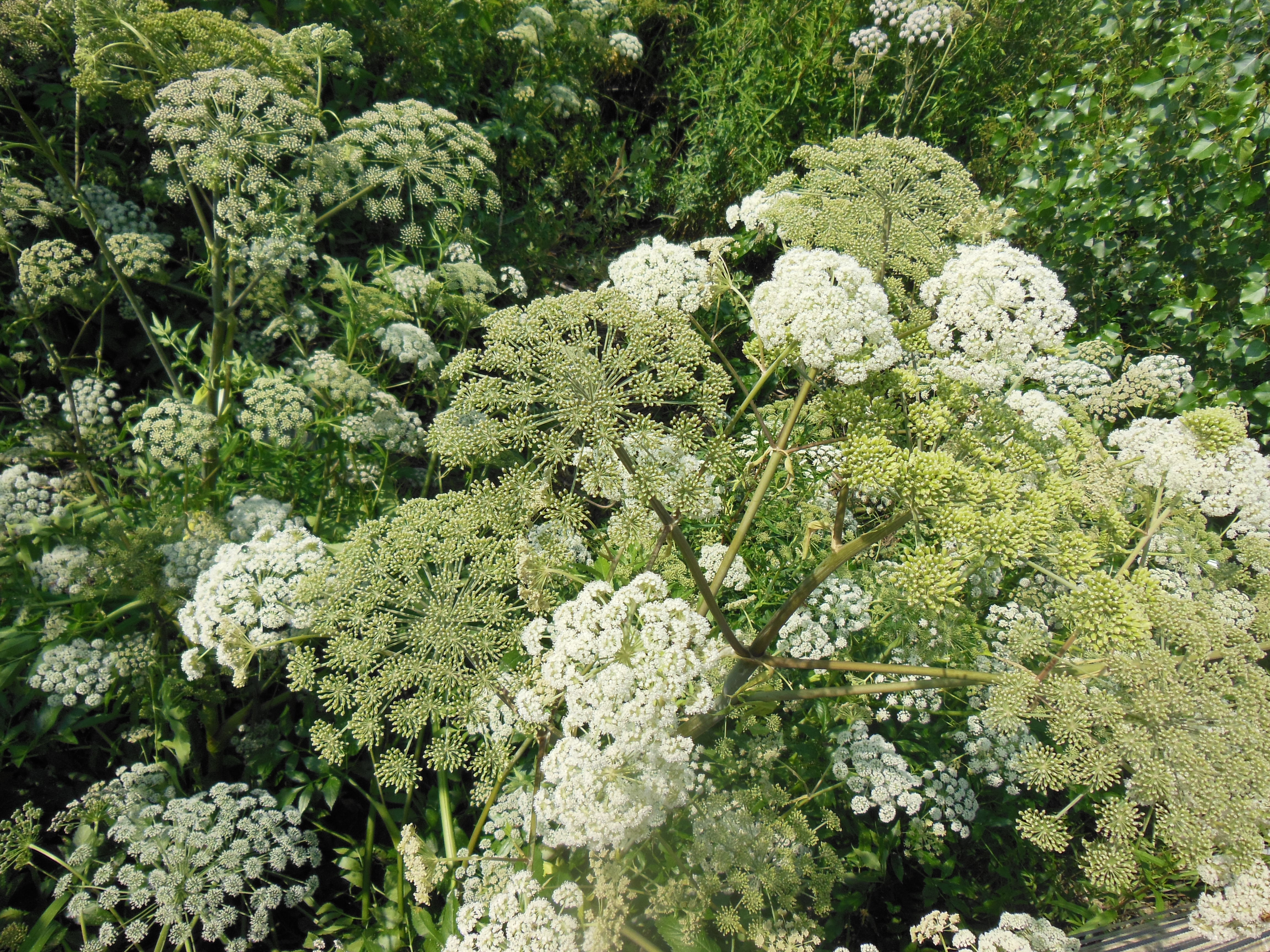
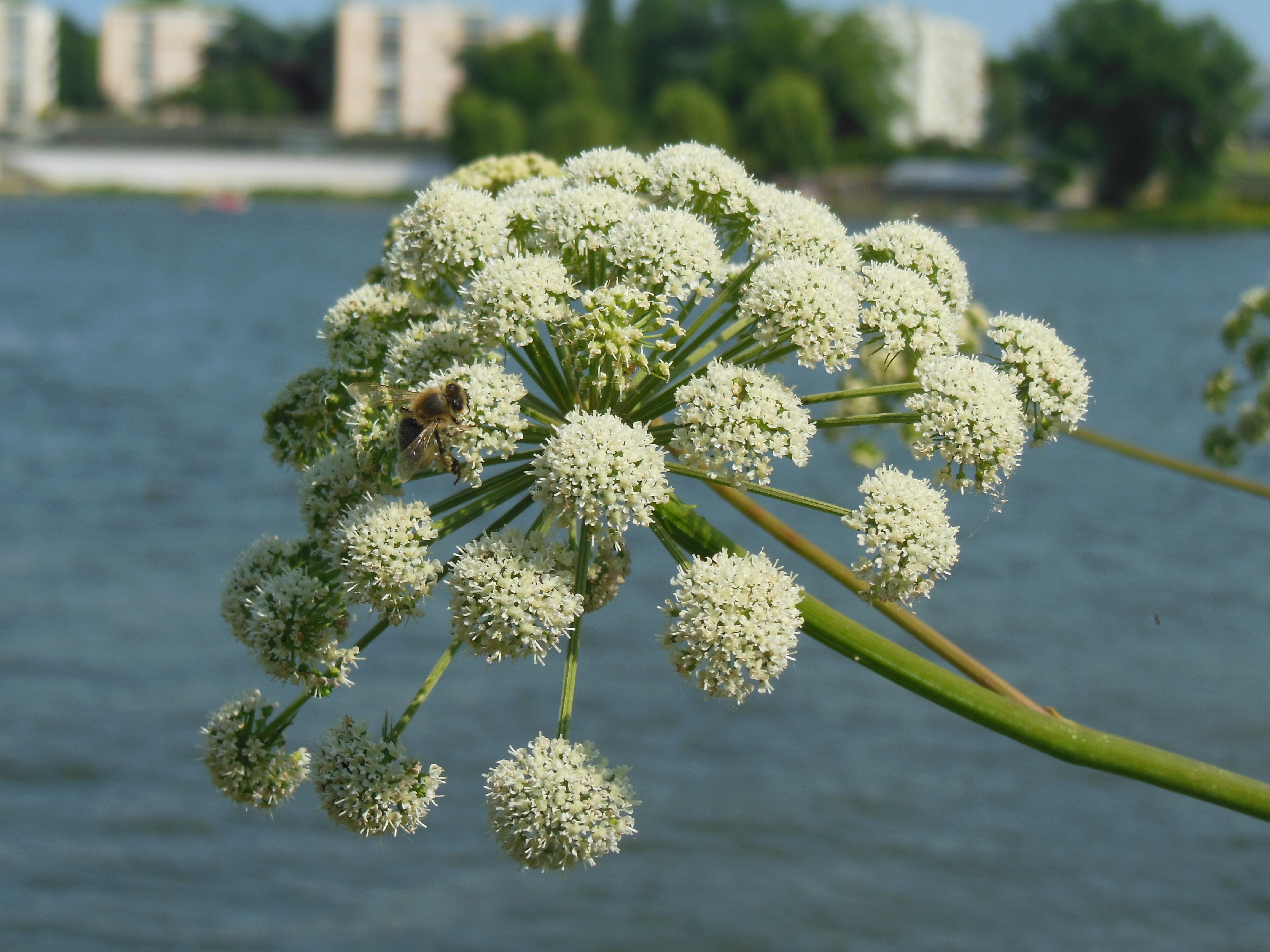
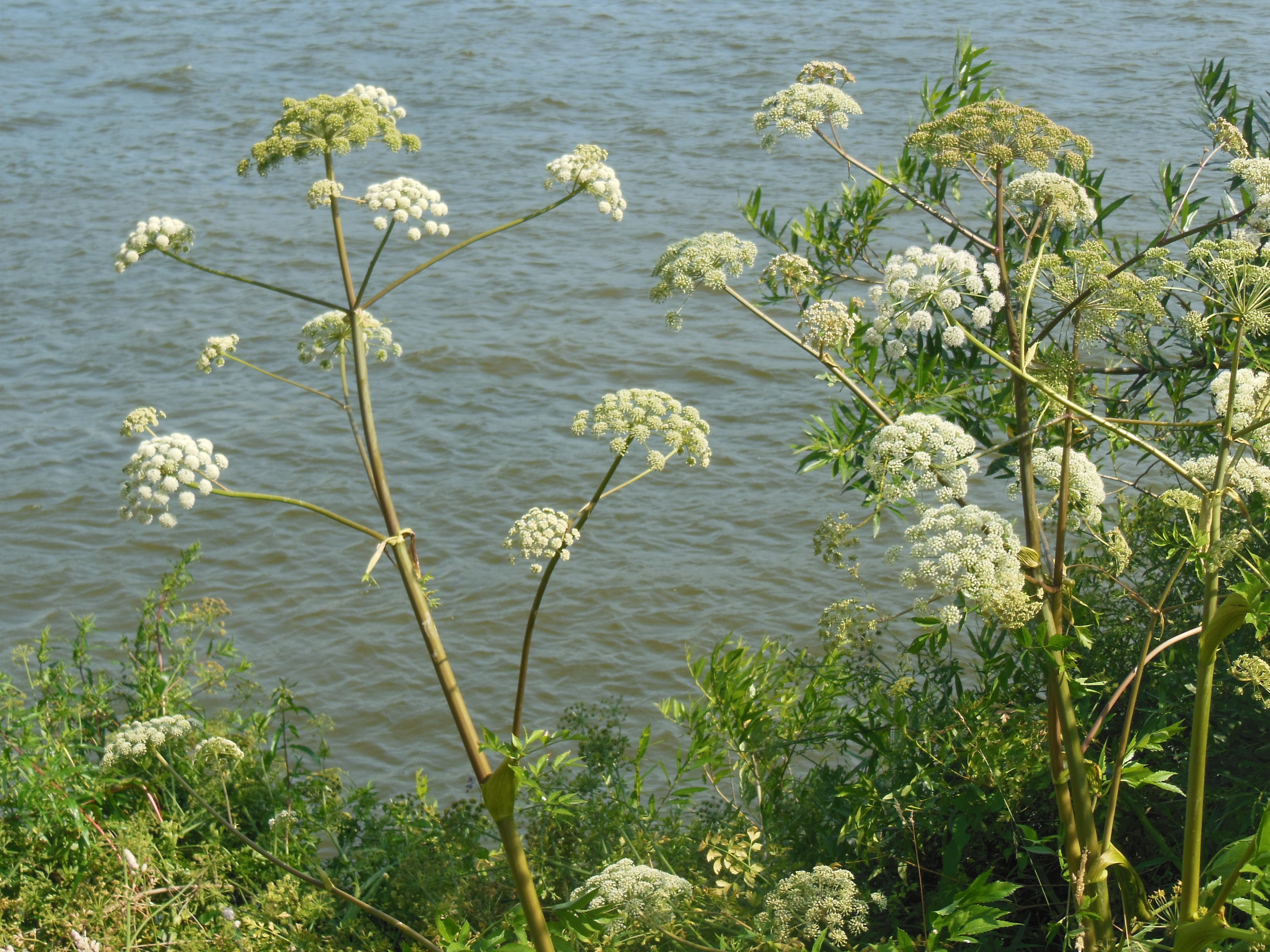
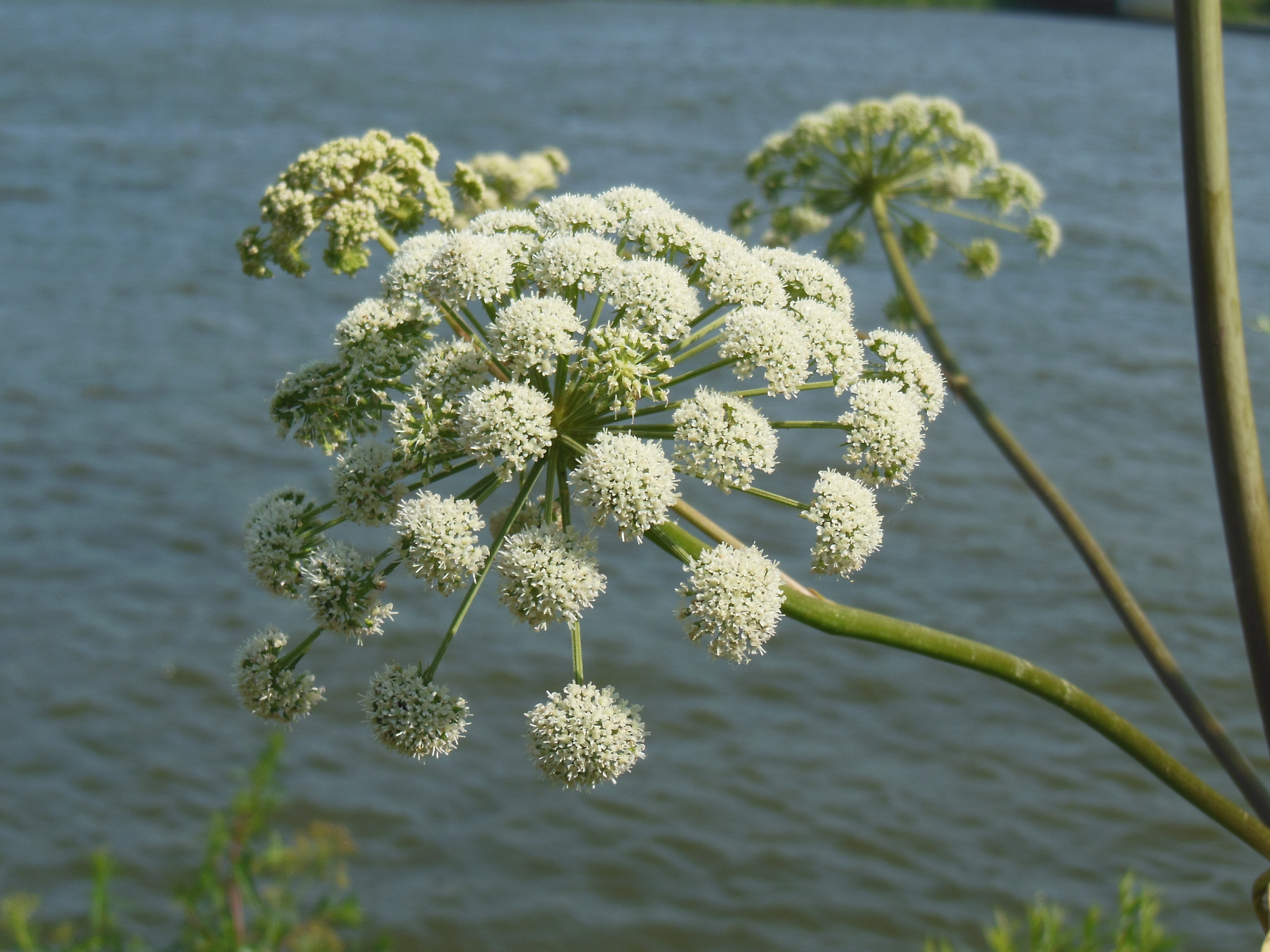